# 白族播棋
白族播棋（Yucebao），是流行於麗江地區白族的播棋類遊戲，與老牛棋、越南播棋、母豬棋 (洱源)同樣有大小子。

白族播棋棋盤

## 棋具
- 長方形棋盤，分為兩列各五個小洞，兩方玩家各分一列。左右側再附有兩大洞，每方位於右手邊為其擁有者。大洞在分投時都會經過。

- 初始佈置時，每方小洞有五顆小棋子，每大洞各有一顆大棋子。

## 規則
- 每回合玩家輪流行棋，從己方有棋子的小洞或大洞取出所有棋子，先選定順或逆時鐘方向，再分配到其他的小洞中，一洞分配一顆，直至分配完。當最後一顆棋子落下時，需從其第一順位棋洞取走所有棋子再以同方向進行分配，直到最後分投的棋子落下時其第一順位棋洞為空洞時方結束回合，並將第二順位棋洞的棋子全部取走，作為分數。然後繼續同方向檢驗，只要奇數順位為空洞，偶數順位有棋子，便持續取走，直到條件不合。

- 大小棋子差別只在於算分不同，同樣可分投、取走，無任何順序。

- 當無法從自己列的洞開始分投時，需把六顆自己已取走的棋子重新放在每一個己方洞中，一顆一洞，然後再分投。如果不足，則先向對手借，等取得棋子時再還。
  - 若棋盤剩下一枚棋子或僵持不下，開始計算分數，小棋子算一分，大棋子算五分，多分者勝。[1]

## 外部連結
- 遊戲介紹 （页面存档备份，存于）